# Botond Storcz
Botond Storcz (Boedapest, 30 januari 1975) is een Hongaars kanovaarder. 
Storcz won tijdens de wereldkampioenschappen 1997 de wereldtitel in de K-1 500 meter en de K-1 1000 meter en de K-4 500 meter.
In 1999 werd Storcz wereldkampioen in de olympische K-4 1000 meter.
Tijdens de Olympische Zomerspelen 2000 in het Australische Sydney samen met Zoltán Kammerer de gouden medaille in de K-2 over 500 meter en in de K-4 1000 meter.
Vier jaar later prolongeerde Storcz met zijn ploeggenoten de olympische titel in de K-4 1000 meter.

## Belangrijkste resultaten

### Olympische Zomerspelen
| Editie | Plaats | Resultaten             |
| ------ | ------ | ---------------------- |
| 2000   | Sydney | K-2 500m K-4 1.000m    |
| 2004   | Athene | 5e K-2 500m K-4 1.000m |

### Wereldkampioenschappen vlakwater
| Jaar | Plaats    | Resultaten                                  |
| ---- | --------- | ------------------------------------------- |
| 1997 | Dartmouth | K-1 500m · K-1 1000m · K-4 500m · K-4 1000m |
| 1998 | Szeged    | K-4 500m · K-4 1000m                        |
| 1999 | Milaan    | K-4 1000m · K-2 500m · K-4 500m             |
| 2001 | Poznań    | K-4 1000m                                   |
| 2002 | Sevilla   | K-2 500m                                    |

1976: Joachim Mattern & Bernd Olbricht ·
1980: Vladimir Parfenovitsj & Sergej Tsjoechrai ·
1984: Ian Ferguson & Paul MacDonald ·
1988: Ian Ferguson & Paul MacDonald ·
1992: Kay Bluhm & Torsten Gutsche ·
1996: Kay Bluhm & Torsten Gutsche ·
2000: Zoltán Kammerer & Botond Storcz ·
2004: Ronald Rauhe & Tim Wieskötter ·
2008: Saúl Craviotto & Carlos Pérez ·
2024: Max Lemke & Jacob Schopf
1964: Anatoli Grisjin & Vjatsjeslav Ionov & Vladimir Morozov & Nikolai Tsjoezjikov ·
1968: Steinar Amundsen & Tore Berger & Jan Johansen & Egil Søby ·
1972: Valeri Didenko & Joeri Filatov & Vladimir Morozov & Joeri Stetsenko ·
1976: Aleksandr Degtjarev & Joeri Filatov & Vladimir Morozov & Sergej Tsjoechrai ·
1980: Bernd Duvigneau & Rüdiger Helm & Harald Marg & Bernd Olbricht ·
1984: Grant Bramwell & Ian Ferguson & Paul MacDonald & Alan Thompson ·
1988: Attila Ábrahám & Ferenc Csipes & Zsolt Gyulay & Sándor Hódosi ·
1992: Mario von Appen & Oliver Kegel & Thomas Reineck & André Wohllebe ·
1996: Detlef Hofmann & Thomas Reineck & Olaf Winter & Mark Zabel ·
2000: Gábor Horváth & Zoltán Kammerer & Botond Storcz & Ákos Vereckei ·
2004: Gábor Horváth & Zoltán Kammerer & Botond Storcz & Ákos Vereckei ·
2008: Abalmasaw & Litvintsjoek & Machnew & Pjatroesjenka ·
2012: Jacob Clear & Dave Smith & Tate Smith & Murray Stewart ·
2016: Marcus Groß & Max Hoff & Tom Liebscher & Max Rendschmidt